# 느티나무도서관 (부산)
느티나무도서관은 부산광역시 해운대구 반송2동 소재의 도서관이다.

## 연혁
- 2007년 10월 20일 개관.

## 시설현황
- 4층: 지역주민 공간
- 3층: 청소년실
- 1·2층: 영·유아실(복층)
- 지하1층: 허브카페

## 이용 안내
이용 시간
- 월~금요일: 11:00~18:30
- 토·일요일: 11:00~17:00